# Leptodeira frenata
La culebra ojo de gato de selva (Leptodeira frenata) es una especie de serpiente que pertenece a la familia Dipsadidae. Su área de distribución incluye el México neotropical, Belice y el norte de Guatemala.

## Subespecies
Se distinguen las siguientes subespecies:
- Leptodeira frenata frenata (Cope, 1886)
- Leptodeira frenata malleisi Dunn & Stuart, 1935
- Leptodeira frenata yucatanensis (Cope, 1887)